# Протчев, Виктор Иванович
Виктор Иванович Протчев (25 декабря 1922 — 9 мая 1956) — советский военный лётчик. Участник Великой Отечественной войны. Герой Советского Союза (1945). Гвардии майор.

## Биография
Виктор Иванович Протчев родился 25 декабря 1922 года в деревне Большая Связьма (ныне — Венёвского района Тульской области) в семье балтийского моряка — активного участника революции и гражданской войны Ивана Протчева. Впоследствии Протчев-старший работал директором секретного авиазавода. В 1937 году Иван Протчев, как и многие другие директора, был арестован. В конце 1938 года, в годы бериевской оттепели, после личного ходатайства авиаконструктора А. С. Яковлева перед И. В. Сталиным его выпустили из тюрьмы за отсутствием состава преступления.
Любовь к авиации перешла к Протчеву-младшему по наследству. Ещё будучи школьником, Виктор посещал аэроклуб в Москве. В 1941 году В. И. Протчев поступил в Пермскую военно-авиационную школу, которую окончил в декабре 1942 года.
Фронтовую жизнь Виктор начал в августе 1943 года. Судьба свела его с великолепным лётчиком, впоследствии дважды Героем Советского Союза, М. Г. Гареевым. Муса Гайсинович сражался на фронте с декабря 1942 года. Он был уже опытным штурмовиком, и Виктору посчастливилось стать его ведомым. Сам Гареев в своей книге «Штурмовики идут на цель» впоследствии о нём вспоминал:

Был у меня друг — москвич Виктор Протчев. Удивительный это был молодой человек: лицо — мальчика, губы пухлые, как у ребёнка. Кто не видел его в бою, мог бы подумать: Ну какой из него лётчик? Правильно говорят, что внешность обманчива. Летал Виктор хорошо, воевал храбро, но всегда старался быть незаметным. Станут его хвалить, краснеет, словно девушка, захлопает пушистыми ресницами и будто в оправдание замечает: «Так получилось, если б не ребята…».
Виктор Протчев летал в составе групп штурмовиков, наносивших удары по железным и автомобильным дорогам, по которым фашисты выдвигали живую силу и технику, по господствующим высотам и оборонительным сооружениям на реках Миусе и Молочной и лично нанёс фашистам тяжелый урон. Как вспоминал впоследствии маршал авиации, дважды Герой Советского Союза А. Н. Ефимов, штурмовики всегда имели чёткие объекты для нанесения ударов. Эти объекты защищались плотным зенитным огнём, прикрывались авиацией. Но отклоняться и выходить из боя было нельзя. Поэтому состав полков быстро менялся. На смену погибшим лётчикам приходили их молодые товарищи. У штурмовиков была даже поговорка: «2 вылета сделал, до 10 долетаешь». Средняя жизнь самолёта Ил-2 на фронте составляла в 1942—1943 годах 8-9 боевых вылетов, за 30 боевых вылетов в 1943 году лётчиков могли представить к званию Героя Советского Союза.
Осенью 1943 года полк Виктора Прочева сражался на Днепре, на котором за гитлеровцами остался стратегически важный Никопольский плацдарм. Через Днепр было сооружено много переправ, по которым немцы непрерывно получали подкрепление. Переправы охранялись мощной системой зенитных батарей и прикрывались сверху истребителями. Все налёты отбивались, советские потери росли. Муса Гареев и Виктор Протчев сумели обмануть врага. Штурмовики сначала углубились в тыл к противнику, как будто нацелились на другой объект, а потом совершили разворот и устремились к Никополю. Противник не ждал опасности с севера. Переправа была уничтожена.
Никопольский плацдарм стал тяжёлым испытанием для наступавших. Как только советские наземные войска начинали атаковать, гитлеровцы сразу же при поддержке танков контратаковали и возвращали утраченные позиции. Потом эти танки неизвестно куда исчезали, а к следующей контратаке снова появлялись. Ни наземной, ни воздушной разведке никак не удавалось разгадать этот секрет.
И тогда на разведку вылетели Гареев с Протчевым. Над одним из оврагов они натолкнулись на очень сильный зенитный огонь. Низко пролетели несколько раз. И каждый раз гитлеровцы начинали неистовую пальбу. Тогда Гареев отвлёк внимание противника на себя, а Протчев неожиданно резко снизился и прошёл над самым оврагом. Он успел заметить выкопанные в скатах, замаскированные кустарником земляные ниши. Это были танковые боксы. На другой день по наводке штурмовиков бомбардировщики уничтожили танковый полк врага. Никопольский плацдарм вскоре перестал существовать.
В историю 1-й воздушной армии вошёл такой случай, о котором написал Муса Гареев:

…однажды Протчев… вылетел в район Каховки с целью уничтожения фашистского аэродрома. Несмотря на вражеский огненный щит, задание было выполнено блестяще… На обратном пути не досчитались двух «Илов» — Протчева и Надточиева. Тяжело переживали в полку гибель двух экипажей. Но… через несколько дней прямо на самолётные стоянки прискакало целое «кавалерийское» подразделение в лётной форме — это были пропавшие лётчики со своими стрелками. Выяснилось, что Протчев был подбит при заходе на штурмовку аэродрома. Это заметил его ведомый молодой лётчик Г. Надточиев. Это был его третий боевой вылет. Под шквальным огнём и на виду у бегущих к подбитому самолёту немцев Г. Надточиев посадил свой Ил рядом с горящим самолётом командира. Затем он поднял его в воздух и спас экипаж своего ведущего. Перелетев за линию фронта, Надточиев из-за нехватки горючего вынужден был приземлиться в расположении наших войск. В. Протчев был ранен, и поэтому пришлось погостить у пехоты. А затем лётчики раздобыли лошадей и вернулись в свой полк. За этот подвиг Г. Надточиев был представлен к званию Героя Советского Союза. Но награду отважный лётчик получить не успел, он погиб в Крыму при штурме Сапун-горы 7 мая 1944 года
Исключительно тяжёлыми оказались для лётчиков воздушной армии генерала Т. Т. Хрюкина бои за освобождение Крыма. Гитлер несколько раз категорически отказывал румынскому диктатору Антонеску и своим генералам в эвакуации немецко-румынских армий из Крыма. Он надеялся, что крымская группа войск надолго будет сковывать наступающие советские войска. 17-я армия немцев действительно оборонялась отчаянно, но несмотря на приказ фюрера, её командование готовилось к эвакуации. В конце апреля — начале мая в Крым для прикрытия операции по эвакуации войск в помощь немецкому авиакорпусу 4-го воздушного флота были переброшены 2-я и 3-я истребительные группы 52-й истребительной эскадры немцев — знаменитые асы Люфтваффе. В ней летали Эрик Хартманн — лучший лётчик Второй мировой войны (352 сбитых самолёта), Герхард Боркхорн (301 победа), Гюнтер Ралль (275 побед) и другие. Великолепные пилоты на новой технике сразу же устроили советским лётчикам тяжёлую жизнь. Кстати, новые немецкие самолёты Ме-410 АЗ были незнакомы абсолютному большинству советских авиаторов. Дорого это обошлось советским пилотам. Немецкие асы знали толк в боевой работе и показывали феноменальную результативность. Так, например, за годы войны 15 лучших немецких асов сбили 3373 самолёта противника. Для сравнения за годы войны советский истребительный авиакорпус маршала Савицкого уничтожил в воздухе только 1653 самолёта врага. Немецкие лётчики были прекрасно подготовлены. Средний налёт молодого немецкого пилота перед отправкой на фронт был не ниже 400 часов, а у советских ребят только 13-34 часа. Учиться им приходилось в бою. Вот против таких высококлассных воздушных бойцов приходилось драться советским штурмовикам. Часто весьма успешно. Так, М. Гареев и В. Протчев потопили в конце апреля крупный немецкий буксир с боевой техникой, уничтожили много танков, орудий и опорных пунктов врага.
5 мая 1944 года начался штурм Севастополя. Немецкие войска дрались за каждую пять земли, но одновременно начали эвакуироваться из Крыма. Штурмовики получили задания уничтожить главный немецкий аэродром на мысе Херсонес. Бои 5-7 мая 1944 года, штурм Сапун-горы навсегда вошли в историю освобождения Крыма. Советская армия при поддержке авиации наступала, несмотря ни на какие потери. 5-7 мая 1944 года немцы уничтожили в воздухе 90 советских самолётов, 33 — зенитным огнём, 7 — на аэродромах. Но и советская авиация сумела уничтожить свыше 45 тысяч фашистов.
Об этих боях вспоминал позднее М. Г. Гареев:

Гитлеровцы встретили нас над морем. Одна группа их самолётов связала наших истребителей, а вторая набросилась на нас… Вспыхнул самолёт л-та Токарева, расстреляли самолёты л-та Сусарева, мл. л-та Юдина, л-та Бережного. Ведущий группы — майор Тюленев был подбит, самолёт Протчева также был подбит, но он сумел дотянуть до материка. При вынужденной посадке самолёт Виктора скапотировал и его тяжело раненого извлекли из-под обломков… Я был счастлив… и бросился к Виктору. — Ничего, Мусса, пустяки. Ну, подбили, подумаешь… бывает хуже. Скоро опять полечу… Он оказался прав. Мы много летали с ним в годы войны. Дрался он отважно.
За освобождение Крыма М. Г. Гареев, В. И. Протчев, И. А. Воробьёв и ряд других лётчиков полка были представлены к званию Героя Советского Союза. Тем временем 1-я гвардейская Сталинградская штурмовая дивизия была выведена из состава 8-й воздушной армии и передана в 1-ю воздушную армию, которая готовилась к операции «Багратион» в Белоруссии. Представления на лётчиков в суматохе реорганизации просто затерялись в штабе 8-й ВА. Указ о присвоении звания Героев Советского Союза вышел после повторного представления лишь 23 февраля 1945 года. Этим указом Президиума Верховного Совета СССР за образцовое выполнение боевых заданий командования на фронте борьбы с немецкими захватчиками и проявленные при этом отвагу и геройство Виктору Ивановичу Протчеву было присвоено звание Героя Советского Союза с вручением ордена Ленина и медали «Золотая Звезда» (№ 6208).
23 июня 1944 года началась Белорусская наступательная операция. У лётчиков полка опять наступили полные напряжения дни. Здесь Протчев отличился в боях за Минск и город Борисов. За освобождение Белоруссии Протчев был награждён вторым орденом Красного Знамени.
В конце 1944 года завязались тяжёлые бои в Восточной Пруссии. Немцы сражались за каждый город с неимоверным упорством. Штурмовики делали всё, чтобы помочь пехоте. Группа Протчева по многу раз в день уходила в небо, наносила удары по батареям, боевым порядкам танков, бомбила и штурмовала аэродромы и оборонительные сооружения. За эти бои лётчик был удостоен третьего ордена Красного Знамени.
В битве за Восточную Пруссию 1-я гвардейская штурмовая авиадивизия потеряла много опытных лётчиков, среди них 15 Героев Советского Союза. Погиб Герой Советского Союза Пётр Теряев — любимец полка. Он направил свой подбитый штурмовик в скопление техники врага. Во время штурма Кёнигсберга эскадрилья капитана Протчева буквально висела над вражескими позициями, несмотря на ураганный зенитный огонь. 9 апреля 1945 года остатки вражеского гарнизона в Кёнигсберге капитулировали. А ещё через несколько дней была окончательно разгромлена и земландская группировка, в боях с которой умело и решительно действовала эскадрилья Протчева. За эти бои лётчик был награждён четвёртым орденом Красного Знамени. Но война для Виктора Протчева не закончилась и 9 мая.
Группа штурмовиков из 1-й гвардейской штурмовой дивизии была переброшена в Чехословакию, где добивала укрепившуюся в горах группировку власовцев. Бойцы РОА сражались отчаянно, штурмовики потеряли 5 экипажей. Но боевыми вылетами это уже не считалось.
В. И. Протчев за годы войны совершил 198 боевых вылетов, лично сбил 7 самолётов врага и в составе групп уничтожил десятки самолётов на аэродромах, множество танков и другой техники, сам был сбит 13 раз. В годы войны он был награждён орденом Ленина, четырьмя орденами Красного Знамени, орденами Александра Невского, Кутузова 3-й степени, Отечественной войны 1-й и 2-й степеней, а также медалями. Был представлен и к званию дважды Героя Советского Союза, но из-за недостающих двух боевых вылетов представление Ставка не утвердила.
За особые заслуги в годы войны нескольким особо отличившимся штурмовикам 1-й гвардейской дважды Краснознамённой Сталинградской штурмовой орденов Суворова и Кутузова дивизии было предоставлено право представлять штурмовую авиацию в Параде Победы 24 июня 1945 года. Герой Советского Союза А. Заровняев впоследствии вспоминал: «В чётком строю 6 штурмовиков пронеслись над Красной площадью. Я с боевыми друзьями-героями Мусой Гареевым, Иваном Воробьёвым, Леоном Бедой, Виктором Протчевым… Мы не слышали, но сердцем чувствовали, как аплодирует нам Красная площадь, вся страна…».
В 1946 году капитану В. И. Протчеву летать запретили, и он был переведён в НКВД. Служил в Литве, где стреляли из-за угла и до 1952 года орудовали «лесные братья». Теперь воевать пришлось уже на земле. Естественно, что «лесные братья» охотились за офицерами и за своими земляками, которые сотрудничали с властями. Достаточно вспомнить известный советский фильм «Никто не хотел умирать». Однажды только чудо и литовские друзья-соседи спасли семью самого В. Протчева: жену Татьяну и двухгодовалую дочь Викторию. Соседи спрятали их у себя под кроватью, когда на расправу с ними пришли местные бандиты. В 1953 году В. И. Протчеву опять удалось вернуться в ВВС, благодаря своему боевому командиру, выдающемуся лётчику генерал-лейтенанту С. Д. Пруткову, назначенному начальником управления кадров главного штаба ВВС. Виктор опять начал летать, однако, ранения дали о себе знать, и майор В. И. Протчев в 1955 году вынужден был перейти на работу лётчиком-инструктором в Гражданский воздушный флот.
Умер Виктор Иванович 9 мая 1956 года. Похоронен на Ваганьковском кладбище (22 уч.). Могила охраняется государством. Документы и личные вещи Героя хранятся в Музее героической обороны и освобождения Севастополя.

## Награды
- Медаль «Золотая Звезда» (23.02.1945);
- орден Ленина (23.02.1945);
- четыре ордена Красного Знамени (24.12.1943, 02.02.1944, 02.04.1945, 30.05.1945);
- орден Кутузова 3-й степени (27.04.1945);
- орден Александра Невского (03.07.1944);
- орден Отечественной войны 1-й степени (02.11.1944);
- орден Отечественной войны 2-й степени (19.05.1944);
- медали.